# Rezerwaty biosfery w Australii i Oceanii
Poniżej przedstawiono listę rezerwatów biosfery w Australii i Oceanii. Lista pogrupowana jest według państw i terytoriów zależnych oraz lat ustanowienia rezerwatu.

## Lista rezerwatów

### Australia
- 1977: Rezerwat biosfery Croajingolong
- 1977: Rezerwat biosfery Kosciuszko
- 1977: Rezerwat biosfery Prince Regent River
- 1977: Rezerwat biosfery Uluru
- 1977: Rezerwat biosfery Yathong
- 1977: Rezerwat biosfery Riverland
- 1978: Rezerwat biosfery Fitzgerald River
- 1981: Rezerwat biosfery Hattah-Kulkyne i Rezerwat biosfery Murray-Kulkyne
- 1981: Rezerwat biosfery Wilsons Promontory
- 2002: Rezerwat biosfery Mornington Peninsula i Rezerwat biosfery Western Port
- 2005: Rezerwat biosfery Barkindji
- 2007: Rezerwat biosfery Noosa
- 2009: Rezerwat biosfery Great Sandy

### Hawaje
- 1980: Hawaii Islands (Haleakalā i Wulkany Hawaiʻi)

### Mikronezja
- 2005: Utwe
- 2007: And

### Palau
- 2005: Rezerwat biosfery Ngaremeduu

### Polinezja Francuska
- 1977: Rezerwat biosfery Fakarava (wpis rozszerzony w 2006 roku)